# Påfågelkejsarfisk
Påfågelkejsarfisk (Pygoplites diacanthus) är en fiskart som först beskrevs av Pieter Boddaert 1772.  Påfågelkejsarfisk ingår i släktet Pygoplites och familjen Pomacanthidae. IUCN kategoriserar arten globalt som livskraftig. Inga underarter finns listade i Catalogue of Life.